# Скотсдейл (Міссурі)
Скотсдейл (англ. Scotsdale) — селище (англ. village) в США, в окрузі Джефферсон штату Міссурі. Населення — 194 особи (2020).

## Географія
Скотсдейл розташований за координатами 38°23′28″ пн. ш. 90°35′27″ зх. д. / 38.39111° пн. ш. 90.59083° зх. д. (38.391205, -90.590824).  За даними Бюро перепису населення США в 2010 році селище мало площу 1,90 км², уся площа — суходіл.

## Демографія
Згідно з переписом 2010 року, у місті мешкали 222 особи в 81 домогосподарстві у складі 63 родин. Густота населення становила 117 осіб/км².  Було 85 помешкань (45/км²).
Расовий склад населення:
| - 99,5 % — білих |

До двох чи більше рас належало 0,5 %. Частка іспаномовних становила 0,5 % від усіх жителів.
За віковим діапазоном населення розподілялося таким чином: 22,1 % — особи молодші 18 років, 65,7 % — особи у віці 18—64 років, 12,2 % — особи у віці 65 років та старші. Медіана віку мешканця становила 42,5 року. На 100 осіб жіночої статі у місті припадало 103,7 чоловіків;  на 100 жінок у віці від 18 років та старших — 96,6 чоловіків також старших 18 років.
Середній дохід на одне домашнє господарство  становив 73 451 долар США (медіана — 71 563), а середній дохід на одну сім'ю — 71 398 доларів (медіана — 61 875). За межею бідності перебувало 1,8 % осіб, у тому числі 2,1 % дітей у віці до 18 років та 0,0 % осіб у віці 65 років та старших.
Цивільне працевлаштоване населення становило 123 особи. Основні галузі зайнятості: мистецтво, розваги та відпочинок — 25,2 %, освіта, охорона здоров'я та соціальна допомога — 21,1 %, виробництво — 12,2 %, роздрібна торгівля — 10,6 %.